# Ōkubo Yoshito
Ōkubo Yoshito (大久保 嘉人 (Đại Cửu Bảo Gia Nhân) Ōkubo Yoshito, sinh ngày 9 tháng 6 năm 1982) là một cầu thủ bóng đá người Nhật Bản thi đấu ở vị trí tiền đạo cho Cerezo Osaka. Từ năm 2003 tới 2014 anh có 60 lần khoác áo Đội tuyển bóng đá quốc gia Nhật Bản và ghi sáu bàn thắng.

## Thống kê sự nghiệp
| Đội tuyển bóng đá Nhật Bản | Đội tuyển bóng đá Nhật Bản | Đội tuyển bóng đá Nhật Bản |
| Năm                        | Trận                       | Bàn                        |
| -------------------------- | -------------------------- | -------------------------- |
| 2003                       | 14                         | 0                          |
| 2004                       | 3                          | 0                          |
| 2005                       | 2                          | 0                          |
| 2006                       | 0                          | 0                          |
| 2007                       | 2                          | 2                          |
| 2008                       | 12                         | 3                          |
| 2009                       | 9                          | 0                          |
| 2010                       | 11                         | 0                          |
| 2011                       | 0                          | 0                          |
| 2012                       | 1                          | 0                          |
| Tổng cộng                  | 54                         | 5                          |

## Bàn thắng cho đội tuyển quốc gia
| #  | Ngày                 | Địa điểm           | Đối thủ  | Tỉ số | Giải đấu                 |
| -- | -------------------- | ------------------ | -------- | ----- | ------------------------ |
| 1. | 17 tháng 10 năm 2007 | Osaka, Nhật Bản    | Ai Cập   | 4–1   | Cúp bóng đá Á Phi 2007   |
| 2. | 17 tháng 10 năm 2007 | Osaka, Nhật Bản    | Ai Cập   | 4–1   | Cúp bóng đá Á Phi 2007   |
| 3. | 6 tháng 2 năm 2008   | Saitama, Nhật Bản  | Thái Lan | 4–1   | Vòng loại World Cup 2010 |
| 4. | 2 tháng 6 năm 2008   | Yokohama, Nhật Bản | Oman     | 3–0   | Vòng loại World Cup 2010 |
| 5. | 13 tháng 11 năm 2008 | Kobe, Nhật Bản     | Syria    | 3–1   | Giao hữu                 |
| 6. | 6 tháng 6 năm 2014   | Florida, Hoa Kỳ    | Zambia   | 4–3   | Giao hữu                 |